# François Crabit
François Crabit, né à Caudéran le 9 octobre 1950 et décédé à Ploubalay dans la commune déléguée de Beaussais-sur-Mer (Côtes d’Armor) le 14 avril 2024, est un artiste dessinateur pastelliste français. Ses dessins ont pour thème le quotidien, les intérieurs, les ciels, les instants volés, les échappées bretonnes, les drapés.

## Biographie
Né en 1950, troisième enfant d’une fratrie de six avec un père directeur de banque, il étudie à Bordeaux et dans différents collèges et lycées, pensionnaire un temps dans le Gers à Eauze, il quitte le Sud-Ouest en 1971 pour Paris et devient élève de l’école Penninghen. Il exerça quelque temps dans la publicité : Publicis, Lonsdale sans jamais abandonner le dessin qu’il pratique inlassablement même lorsqu’il rejoint une agence de la Banque Populaire à Pau ou durant les cours de l’IAE qu’il suit à Bordeaux.
Il retrouve Paris en 1980 et continue à dessiner tout en étant veilleur de nuit pour subsister.
Des rencontres importantes l’aident à poursuivre sa passion : Michel Kellermann - spécialiste de Derain - l’encourage et lui insuffle confiance. La galeriste Caroline Corre le soutient et le rassure par son amitié. Ghislaine et Vincent Dupuy lui organisent des expositions personnelles dans leur galerie du Marais.
A partir de 1987, et après son mariage avec Marie-Dominique Dupret dont il aura deux enfants Marie (1989) et Jean-Baptiste (1993), il abandonne les gardes de nuit pour se consacrer entièrement au dessin et multiplie les expositions : à Paris (Salon Figuration Critique, 1983), Bruxelles, Anvers, Genève et dans diverses villes de France : Dijon, Chambourcy, Mauléon (Salon des Artistes d'Aquitaine, 1976), Saintes, Bordeaux…
En 2015, il quitte son atelier de Saint-Maur-des-Fossés qu’il occupait depuis 1993 pour s’établir en Bretagne dans le petit village du Plessix-Balisson et tombe amoureux des ciels bretons et de la lumière de la Côte d’Émeraude.
Les expositions se tournent davantage vers des lieux bretons : Saint-Jacut-de-la-Mer, Ploubalay, Saint-Lunaire, Saint Briac, Pleudihen, Le Minihic-sur-Rance mais toujours aussi la Suisse et Paris.

## Création et expositions
Le fusain, la mine de plomb, la pierre noire mais aussi et toujours le pastel sec et le crayon de couleur sont ses matériaux de prédilection. D’abord utilisés classiquement sur papier, ensuite et depuis l’an 2000 sur toile, parfois même mélangés à des collages d’affiches, de cartes marines, de papier Japon… Ses dessins sont vides de personnages.

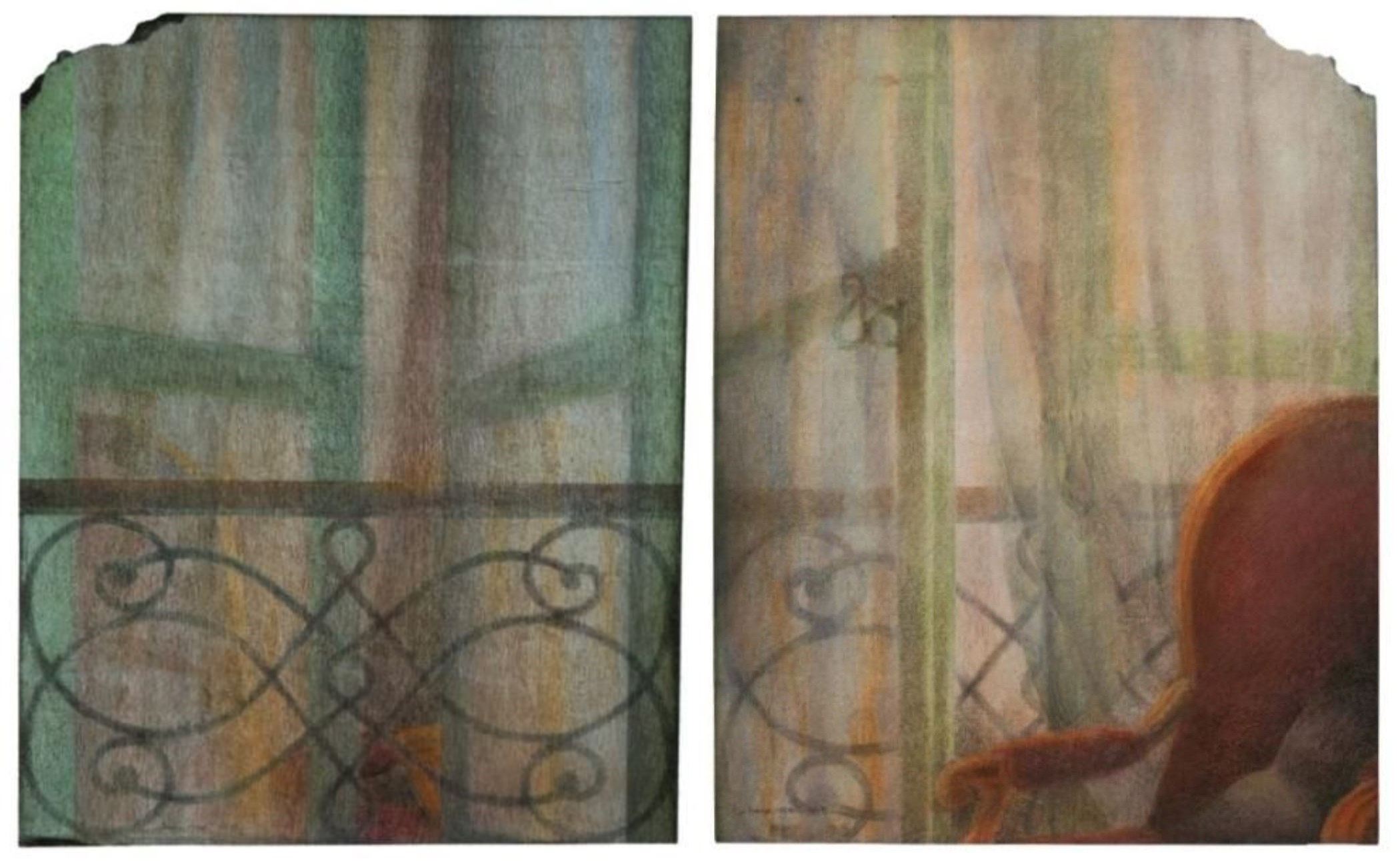
Courant d'air (recto et verso), 1999, exécutée sur un fragment du mur de Berlin.

Des dates importantes marquent son parcours : inscription au Benezit en 1999, Sylvestre Verger - commissaire d’expositions et propriétaire de fragments du mur de Berlin - lui commande en 1999 une œuvre sur béton Courant d’air (120 x 100 cm) pour la commémoration du dixième anniversaire de la chute du mur de Berlin.  Cette collection rassemble une trentaine d’œuvres d’artistes français et internationaux qui ont réalisé leur œuvre sur un de ces derniers fragments vierges du Mur pour créer cet ensemble qui associe l’art, la ville et la liberté. Cette œuvre a participé à des expositions internationales. Notamment : à Cologne en 2001 au Josef - Haubrich Kunsthalle/Wallraf-Richartz Museum. A Séoul en 2005 au Seoul Olympic Games Museum et au National Museum à Jeong-Ju. Ceci en collaboration avec le Ministère de la Culture et du Tourisme, à l'occasion du soixantième anniversaire de l'indépendance de la Corée sur le Japon, et du cinquième anniversaire de la réconciliation entre les deux Corée.
En 2002, le musée de Saint Maur-des-Fossés « La Villa Médicis», lui organise une rétrospective « Lumières ».
En 2006, il obtient une double page dans  Artistes magazine : la finesse du crayon.
En 2018, son œuvre Marée basse » entre dans les collections de la ville de Beaussais-sur-Mer.

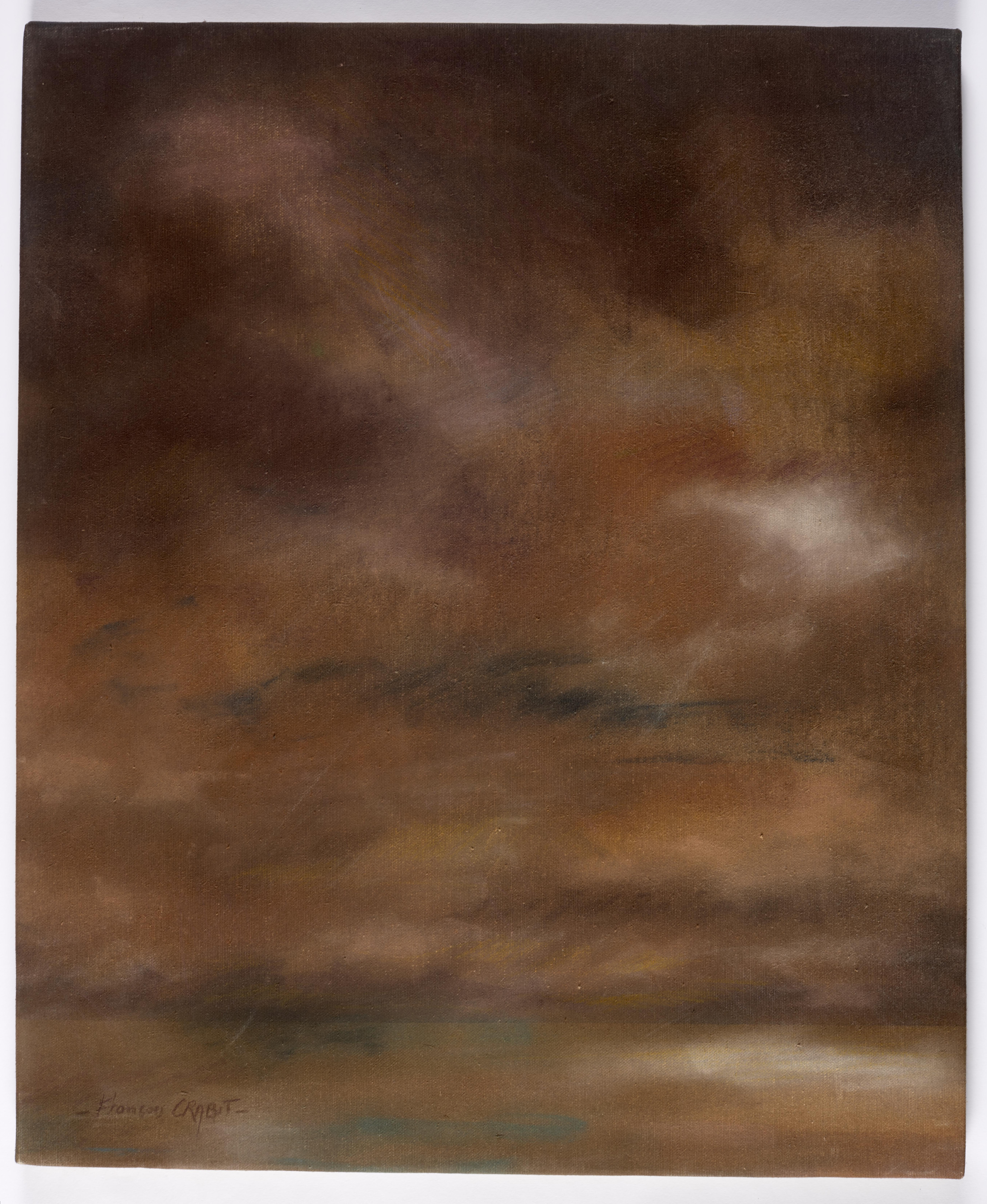
François Crabit, Ciel d'Orage, 2022, pastel sur toile, Orléans, musée des Beaux-Arts, inv. 2024.12.1

En juin 2024, son pastel Ciel d'orage entre dans les collections du musée des Beaux-Arts d'Orléans.